# Перасто ковиље
Перасто ковиље (лат. Stipa pennata) је ретка степска врста трава (Poaceae). Дугачко осје ковиља личи на ланену кудељу, на основу чега је биљка добила научно име (грч. stype + лат. pennatus = пераст).
Ареал врсте је у Скандинавији, средњој Европи, на Балкану, у Малој Азији, Русији, Украјини.

## Опис биљке
Велика вишегодишња, 30–100 cm висока, бусенаста биљка, пљевике налик на власи коврџаве косе. Заправо те власи које декоративно повија ветар јесу бодље доње плевице у време цветања. Код ове врсте, која цвета у јуну, ове нити су перасте и дугачке до 50 cm. Имају функцију разношења семена након сазревања (анемохорија). Прво су равне а касније вијугаве, беле боје. Стабљика је гола, испод цвасти глатка. Листови ± савијени, уско линеарни, широки 0,5–2 mm; голи, глатки или понекад рапави. Плеве скоро једнаке са оси. ос дуга 25–35 cm, два пута коленасто повијена, у доњем делу уврћена, у горњем перасто длакава. Длаке оси су 5 mm дуге. Плевице дуге 15–20 mm, доња је дуга 14–18 mm, са длакама које не долазе до врха плевице.

## Таксономска припадност
Ковиље су генерално тешка група за распознавање, и њихова систематика је често била контроверзна. У прошлости су поједини ботаничари објављивали различите таксономије, и одређене врсте су називане са различитим синонимима латинског назива, док се новије неки синоними обједињавају, или пак долази до раздвајања у две засебне врсте. Код перастог ковиља научно име на које су ботаничари навикли било је Stipa joannis, док је данас више у употреби Stipa pennata.
У савременом периоду постоји две главне школе систематике биља у два престижна ботаничка центра, Краљевска ботаничка башта у Енглеској (Royal Botanic Gardens, Kew) и Ботаничка башта и музеј у Берлину у Немачкој (Botanic Garden and Botanical Museum Berlin-Dahlem) – такозвана Листа биља (The Plant List data set) и такозвани Берлински модел (Berlin Taxonomic Information Model). Иако по систему рада веома блиски, између њихових експерата нема увек слагања у вези припадности појединих таксона и њихових синонима. KEW објављује своју таксономску листу на страници Plantlist.org, а Берлинска школа своју базу на Euro+Med. Задња сматра да је перасто ковиље једно те иста врста којој је S. joannis само стари назив, док стручњаци из KEW истрају на томе да се ради о две засебне врсте под именима S. pennata и S. joannis.
Такође, насупрот морфолошког, данас све више преовладава генетски приступ који раздваја врсте на основу броја хромозома и других одлика. Најновија ревизија генуса залаже се да заправо постоји две главне подврсте перастог ковиља, једна пешчарска (S. pennata subsp. sabulosa) и друга која је на песку ретка (S. pennata subsp. pennata). Тако ови аутори сматрају да пешчарско ковиље генетски није засебна врста, само подврста перастог, док је S. joannis према овом моделу заиста засебан таксон (упркос противљењу друге школе). Али са напоменом да је варијабилност међу наведеним таксонима велика, и постоје интраспецифични прелазни облици (нпр. кариотип свих има исти број хромозома – по 44).

## Станиште
Перасто ковиље расте на степским ливадама Панонске зоне, на лесној или песковитој подлози. Настањује еродиране нагибе лесних брежуљака, а трпи и аридне услове пешчара.
У Србији је нађено само у Војводини. Специфичност је Јужног Баната, у време цветања прави је украс Делиблатске пешчаре и Вршачких планина. Најугроженије су све ређе популације ове врсте у Бачкој. Поред спонтаног повлачења, директна опасност јој прети од излетника и биљара, пошто је декоративна, па је сакупљају у букете.

## Привредни значај
Некада је ово ковиље имало значај као крмна биљка, али са сеном мале вредности. Уколико је нађе, стока је једе само у рано пролеће, пре класања.
Перасто ковиље је у Србији законом заштићено, и не сме се чупати и уништавати.
| Врсте рода Stipa – ковиље |  |
| · S. aristella · S. balcanica · S. borysthenica · S. bromoides · S. capillata · S. dasyphylla · S. eriocaulis · S. lessingiana · S. pennata · S. pulcherrima · S. tirsa · |  |
| --- |  |